# Gottlieb Spies
Gottlieb Spies (* 24. März 1927 in Dittelsheim-Heßloch-Dittelsheim, + 02.August 2025) war ein deutscher Winzer und Politiker (SPD).

## Leben
Spies besuchte die Volksschule Dittelsheim und die Städtische Handelsschule Worms bis zur Mittleren Reife. Von 1943 bis 1951 arbeitete er beim Finanzamt Worms, ab 1951 als Winzer im Vollerwerb in Guntersblum.

## Politik
1968 trat er der SPD bei und war von 1972 bis 1979 SPD-Verbandsvorsitzender der Verbandsgemeinde Guntersblum. 1990 wurde er Mitglied des SPD-Bezirksvorstands Rheinhessen. Von 1972 bis 1999 war er Mitglied und zeitweise Vorsitzender der SPD-Fraktion im Verbandsgemeinderat Guntersblum. Zwischen 1974 und 1979 war er Mitglied des Kreistags Mainz-Bingen. 1985–1999 war er Ortsbürgermeister der Gemeinde Guntersblum und 1999–2004 Erster Beigeordneter der Verbandsgemeinde Guntersblum. 
1991 wurde er im Wahlkreis Rhein-Selz/Wonnegau in den zwölften Landtag Rheinland-Pfalz gewählt, dem er bis zum Ende der Wahlperiode 1996 angehörte. Im Landtag war er  Alterspräsident, Schriftführender Abgeordneter und Mitglied im Ausschuss für Frauenfragen und im Ausschuss für Landwirtschaft, Weinbau und Forsten.
Daneben war er ab 1984 Verbandsvorsteher und ab 1989 Vorsitzender im Aufsichtsrat des Wasserverbands Rhein-Selz GmbH und Mitglied der Wiederaufbaukasse gem. Weinbergsaufbaugesetz.
2011 wurde er mit der Freiherr-vom-Stein-Plakette ausgezeichnet.